# Voisil (déspota)
Voisil fue un aristócrata búlgaro medieval de la dinastía Smilets, que vivió en los siglos xiii-xiv. Hermano menor del zar Smilets y del sebastocrátor Radoslav. Déspota y gobernante del Principado de Sredna Gora. A principios del siglo XIV, como aliado bizantino, Voisil luchó contra los reyes búlgaros Teodoro Svetoslav, Jorge II Terter y Miguel Shishman.

## Biografía
A finales del siglo XIII, el llamado Principado de Sredna Gora apareció como una posesión independiente que abarcaba las tierras de la región subbalcánica. Sus gobernantes era los hermanos Smilets, Radoslav y Voisil. Cubría las tierras a lo largo del curso superior del río Maritsa y el territorio entre los ríos Stryama y Tundzha, hasta la ciudad de Sliven.  

«... las ciudades de Moesia, desde Stilbnos (Sliven) hasta Kopsis, el centro del Principado se encontraba la fortaleza de Kopsis (entre las ciudades de Sopot y Karlovo)».

No se sabe absolutamente nada sobre Voisil durante el reinado del zar Smilets, ni si ostentaba algún título. Durante el reinado de la zarina Smiltsena y el menor Iván IV Smilets, Voisil emigró a Bizancio. Después de la muerte de Jorge II Terter, Voisil entró en sus tierras ancestrales con ayuda bizantina y restableció su autoridad sobre ellas. El emperador bizantino Andrónico III Paleólogo le dio el título de «déspota de Bulgaria». Así, tras 23 años de exilio, creó un principado semiindependiente (déspota), con la principal ciudad fortificada de Kopsis, vasalla de Bizancio. En 1304, Voisil comandó la vanguardia de las tropas bizantinas derrotadas por el zar Teodoro Svetoslav en la batalla de Skafida, no lejos de la actual Burgas. Después de la fallida batalla, Voisil siguió siendo uno de los principales militares de Bizancio.
En 1304-1306, Voisil estuvo al frente de los alanos y los llamados turcopolos (turcos cristianizados) contra la Gran Compañía catalana en las batallas de la península de Galípoli. Más tarde estuvo en Tracia Oriental, en el momento en que los alanos huyeron a Bulgaria en 1307. De hecho, antes algunos de estos alanos estaban comandados por el propio Voisil, mientras que ahora se pasaron al lado de los bizantinos y personalmente del oponente de Voisil: el zar Teodoro Svetoslav.
Hasta 1322 no hay información sobre el boyardo búlgaro, pero está claro que permaneció entre los principales militares del imperio. En el año mencionado, en el que ya hacía estragos la guerra civil bizantina de 1321-1328, Voisil pasó del campamento de Andrónico II Paleólogo al de su nieto Andrónico III Paleólogo. El joven Andrónico tenía sus propios planes para Bulgaria, en los que Voisil desempeñó un papel importante. En 1323 Voisil ya era el déspota de Moesia.
En cuanto a la situación en Tarnovo y en el país se caracterizaba por las luchas internas y el establecimiento del poder de Miguel Shishman, Voisil entró en el territorio del reino sin especiales dificultades. Controló las tierras entre Sliven y Kopsis. Se supone que el déspota Voisil creó un dominio independiente que se convertiría en un trampolín para un ataque a Tarnovo y al trono real.
Voisil también participó en las acciones bizantinas contra Plovdiv, defendidas por Iván el Ruso. Inicialmente, Miguel Shishman no se ocupó de este despotismo, porque tenía que resolver problemas territoriales con los bizantinos en la costa del Mar Negro, pero después de liquidar este problema, también dirigió su atención al despotismo de Voisil. Después de un asedio, Miguel Shishman capturó Kopsis, y Voisil había huido previamente en secreto a los bizantinos, por lo que estas tierras fueron anexadas al reino de Tarnovo hasta que cayeron bajo el dominio otomano bajo Iván Shishman. Después de huir a Constantinopla, Voisil fue nombrado comandante en jefe de la caballería bizantina en Macedonia. En la guerra civil bizantina de 1341-1347 estuvo del lado de Juan VI Cantacuceno y participó en la captura de Ohrid y Kastoriá por sus tropas. Se desconoce sobre el destino posterior de Voisil, pero lo más probable es que falleciera en Bizancio.